# Cryptophagites capitatus
Cryptophagites capitatus là một loài bọ cánh cứng trong họ Cryptophagidae. Loài này được Ponomorenko miêu tả khoa học năm 1990.